# Smygehuk

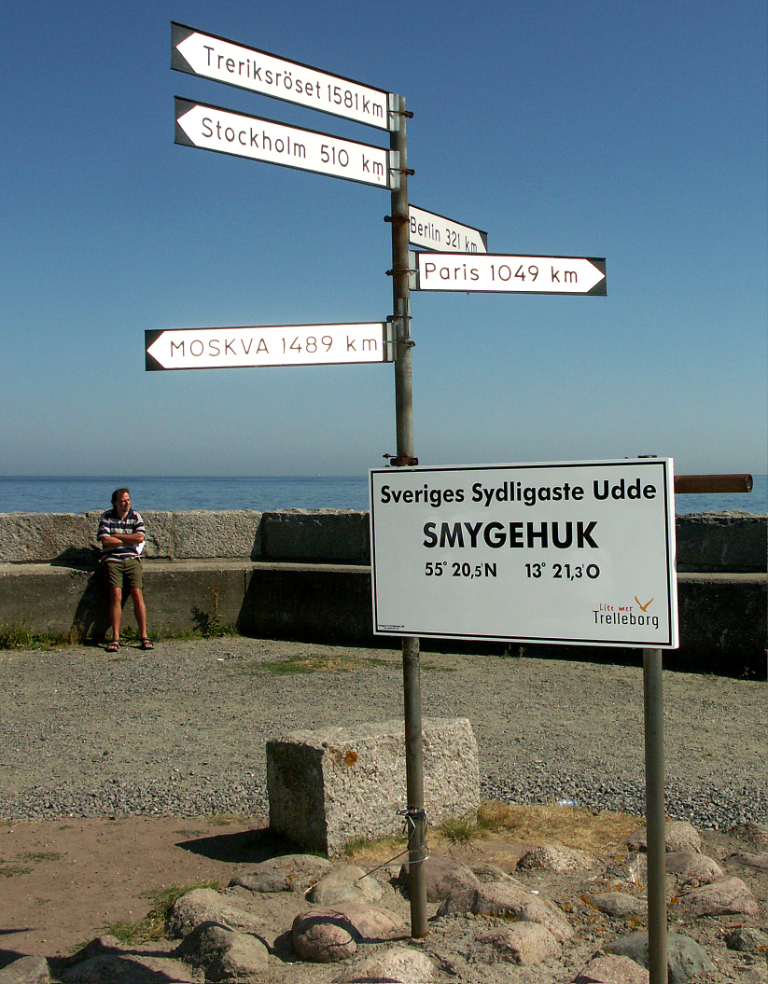
Smygehuk

Smygehuk est un village et un petit port de pêche de Suède, connu pour être le point le plus au sud du pays.
Une statue réalisée par l'artiste Axel Ebbe se trouve dans le port depuis 1930.
Le modèle de la statue était Birgit Holmquist, mère du modèle Nena von Schlebrügge et grand-mère de l'actrice Uma Thurman.

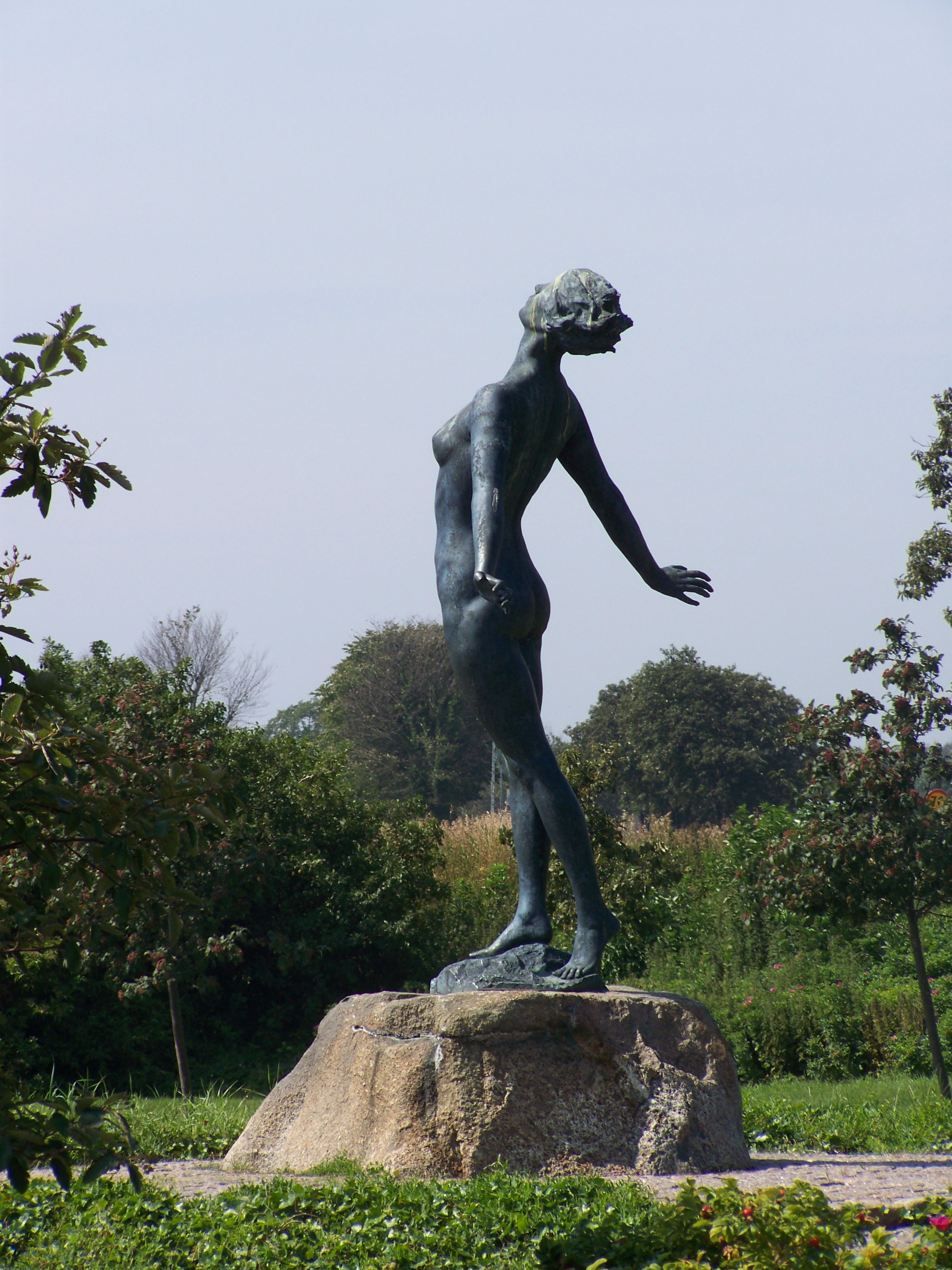
Statue dans le port de Smygehuk